# 細川隆司
細川 隆司（ほそかわ りゅうじ、1958年7月9日 - ）は、日本の大学教授、歯科医師。現在は公立大学法人九州歯科大学歯学部教授。日本口腔インプラント学会専門医・指導医、日本補綴歯科学会専門医・指導医。

## 経歴
福岡県出身。福岡教育大学附属小倉小学校、福岡教育大学附属小倉中学校、久留米大学附設高校から九州歯科大学歯学部を卒業後、1990年に同大学大学院歯学研究科博士課程修了。歯学博士。大学院在学中に日本学術振興会特別研究員採用。
大学院修了後、1990年から1991年にかけてハーバード大学歯学部に研究員として留学。帰国後、九州歯科大学歯学部助手。広島大学歯学部助手、同附属病院講師を経て、2003年より九州歯科大学歯学部教授。同附属病院、口腔インプラント科科長。
大学院時代は、生化学を専攻。骨の石灰化に関与すると言われる成長軟骨に存在する基質小胞（マトリックスベジクル）に関する研究で、同顆粒内に乳酸脱水素酵素の存在を発見。1990年　歯学博士　論文の題は「歯槽骨補填に関する研究 -天然焼成骨-コラ-ゲン複合体の応用- 」。
現在の専門はインプラント治療と歯科再生医療。日本におけるミニマルインターベンション（低侵襲外科）インプラント治療の先駆者。とくにAll-on-4をはじめとする即時インプラントの術式を日本で普及させるよう精力的な臨床、研究および教育活動を続けている。

## 著作
- 『ミニマルインターベンションインプラント』（医歯薬出版、2007年、春日井昇平と共著）
- 『即時インプラント』（医歯薬出版、2006年、市川哲雄と共著）
- 『インプラント補綴のエビデンス』（医歯薬出版、2005年、渡邉文彦と共著）

## 備考
父親は、海軍兵学校77期、終戦後九州歯科大学にて骨分裂線の研究をした解剖学者で歯科医師の細川貞雄。母方の祖父は、坪根式咬合器、坪根式バイトゲージを考案した九州歯科大学名誉教授の坪根政治。